# Pantanal Sul Mato-Grossense
Pantanal Sul Mato-Grossense is een van de vier mesoregio's van de Braziliaanse deelstaat Mato Grosso do Sul. Zij grenst aan Paraguay in het zuiden en zuidwesten, Bolivia in het westen, de deelstaat Mato Grosso in het noorden en de mesoregio's Centro-Norte de Mato Grosso do Sul in het oosten en Sudoeste de Mato Grosso do Sul in het westen. De mesoregio heeft een oppervlakte van ca. 110.769 km². Midden 2004 werd het inwoneraantal geschat op 233.458.
Twee microregio's behoren tot deze mesoregio:
- Aquidauana
- Baixo Pantanal